# Parafia św. Bartłomieja w Śmiłowicach
Parafia Świętego Bartłomieja w Śmiłowicach – parafia rzymskokatolicka z siedzibą w Śmiłowicach, znajdująca się w diecezji włocławskiej, w dekanacie brzeskim. 

## Proboszczowie
- ks. Piotr Polak (1993–2003)
- ks. Krystian Michalak (2003–2019)
- ks. Krzysztof Kujawa (od 2019)

## Kościoły
- kościół parafialny: Kościół św. Bartłomieja w Śmiłowicach